# Dur-Kurigalzu
Dur-Kurigalzu (současné Aqar-Quf, Irák) bylo starověké město v jižní Mezopotámii. Leželo blízko soutoku řek Tigris a Diyala, přibližně 30 kilometrů západně od dnešního Bagdádu. Bylo založeno kassitským králem Babylonie Kurigalzuem (není jasné jestli Kurigalzuem I. nebo II.) v průběhu 14. století př. n. l., a po pádu kassitské dynastie bylo opuštěno. Předložka Dur- je v akkadštině výraz pro „pevnost (koho)“ a kassitské královské jméno „Kurigalzu“ (jak je uváděno v kassitském seznamu králů) může mít popisný význam jako epiteton – asi „pastýř lidu (v tomto případě Kassitů)“.
Ve městě byl postaven zikkurat a chrámy zasvěcené sumerským bohům. Pro členy královské rodiny zde postavili královský palác. Ten byl objeven při vykopávkách prováděných iráckými archeology v letech 1943–1945. Zikkurat se nacházel v nezvykle zachovaném stavu, tyčil se do výšky cca 60 metrů. Do výšky prvního patra byl restaurován za vlády Saddáma Hussajna.

## Externí odkazy

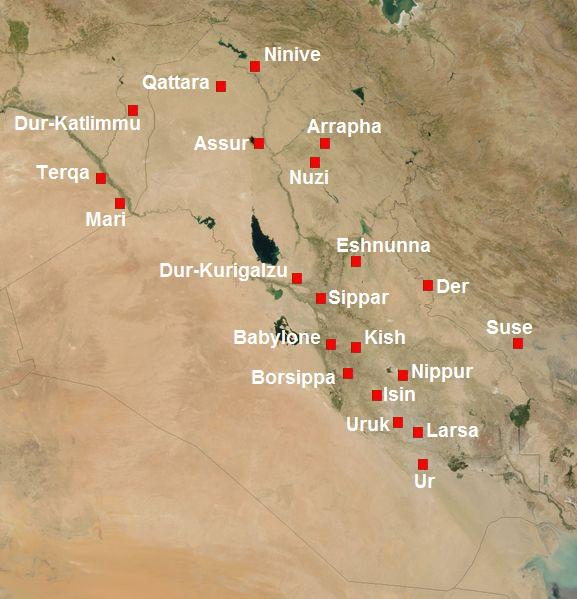
Mezopotámie v 2. tisíciletí př. n. l.